# Август Фрайгер фон дер Гейдт
Август Фрайгер фон дер Гейдт (нім. August von der Heydt; 18 травня 1851, Ельберфельд — 28 вересня 1929, Бонн) — німецький банкір та відомий меценат. Також відомий під іменем «Август Карл».

## Біографія
Його батько, Август фон дер Гейдт (1825—1867), передчасно помер.
Після навчання в Берліні Август повернувся до Ельберфельда, щоб працювати в сімейному банку von der Heydt, Kersten & fils. Через два роки він одружився з Сельмою Хаархаус. Двоє його синів, Август і Едуард, народилися в 1881 і 1882 роках. Вони обидва відвідували приватний заклад Sainte-Heugnette, де зустрілися з інженером Обеном Ейро.
Великий шанувальник природи, Август фон дер Гейдт заохочував будівництво парків і численних пам'ятників, у тому числі на честь Генріха Гейне.
Разом зі своєю дружиною він придбав важливу колекцію творів сучасного мистецтва і, зокрема, був одним із перших, хто зацікавився живописом Паули Модерсон-Беккер. Частина цієї колекції була використана для заснування музею Ельберфельда, який відкрив свої двері в 1902 році завдяки його фінансовій підтримці. Однак багато робіт згоріло після бомбардування 1943 року.